# Fibras nerviosas preganglionares
En neurología, las fibras nerviosas preganglionares son fibras nerviosas autonómicas provenientes del sistema nervioso central y que se dirigen al ganglio autonómico. Todas las fibras preganglionares, bien sea de la división simpática o parasimpática, son colinérgicas, es decir, usan como neurotransmisor a la molécula acetilcolina.
Las fibras preganglionares simpáticas tienden a ser más cortas que las fibras preganglionares parasimpáticas por razón de que los ganglios simpáticos generalmente se encuentran más cercanos a la médula espinal que los ganglios parasimpáticos. Otra gran diferencia entre las divisiones simpática y parasimpática es la divergencia. Mientras que en la división parasimpática hay un factor de divergencia de, aproximadamente, 1:4, en la división simpática puede haber una divergencia de hasta 1:20. Esto es debido al número de sinapsis formadas por las fibras preganglionares simpáticas con las neuronas del los ganglios.